# Turbay T-1 Tucán
Турбай Т-1 Тукан (исп. Turbay T-1 Tucán) — лёгкий одноместный самолёт общего назначения, выпускавшийся в Аргентине. T-1 Tucán был разработан аргентинским авиаконструктором Альфредо Турбай, производился компанией Sfreddo y Paolini.
Работа над проектом началась 1 января 1941 года.
Самолёт был выполнен по схеме моноплана с высоко расположенным крылом, открытой кабиной и неубираемым шасси. Корпус самолёта выполнялся из дерева. Двигатель Continental A65-8 — поршневой, двухцилиндровый, мощностью 65 л. с. (27 кВт), расположен в носовой части самолёта.
Самолёт, получивший регистрационный номер LV-X1, совершил первый полёт 5 апреля 1943 года. Организовать серийное производство Тукана долго не удавалось, из-за отсутствия средств у Альфредо Турбай, и в итоге, права на производство были переданы аргентинской компании Sfreddo y Paolini. Производство Туканов было налажено на заводе компании, но после выпуска шести самолётов Sfreddo y Paolini была национализирована правительством.

## Лётно-технические характеристики
Источник данных: Jane's Fighting Aircraft of World War II

Технические характеристики
- Экипаж: 1
- Длина: 5,5 м
- Размах крыла: 7,22 м
- Высота: 1,90 м
- Площадь крыла: 7,20 м²
- Масса пустого: 285 кг
- Максимальная взлётная масса: 450 кг
- Силовая установка: 1 × ПД Continental A65-8
- Мощность двигателей: 1 × 65 л.с.

Лётные характеристики
- Максимальная скорость: 205 км/ч
- Практическая дальность: 1100 км
- Практический потолок: 4200 м